# Girighet

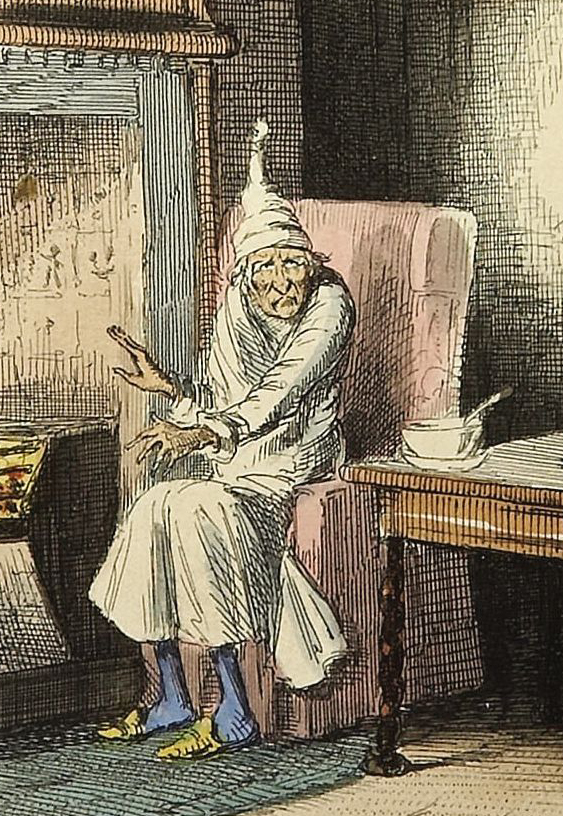
Den girige Ebenezer Scrooge från Charles Dickens kortroman En julsaga, är en praktexempel på giriga figurer inom litteraturen.

Girighet innebär ett överdrivet begär av att samla ägodelar förenat med överdriven sparsamhet, vinningslystnad eller snikenhet.
Girighet är enligt katolsk kristendom en av de sju dödssynderna. Inom buddhismen anses att girighet bygger på att man felaktigt associerar materiella tillgångar med lycka. Felet är att man (inte minst långsiktigt) överdriver de positiva aspekterna av en viss ägodel. Ett välkänt ordspråk är att "Girighet är roten till allt ont". (1 Timoteusbrevet 6)
Girighet bör inte blandas ihop med sparsamhet. En kreativ person kan exempelvis tillverka egna julklappar eller fynda på rea, medan en girig person kan undvika att handla julklappar överhuvudtaget. En girig person tänjer gärna orealistiskt mycket på gränserna och får oftast ett dåligt rykte för sin snikenhet bland sina anhöriga.